# Герострат (царь Арвада)

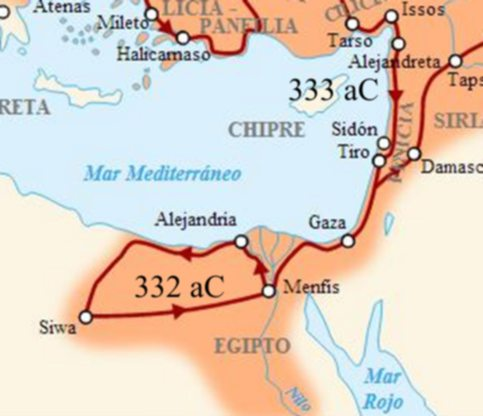
Действия македонской армии в 333—332 годах до н. э.

Геро́страт (Герастрат; «покровительствуемый Астартой»; финик. 𐤂𐤓𐤏𐤔𐤕𐤓𐤕, Ger-ashtart, др.-греч. Γηρόστρατος, лат. Gerostratus) — царь Арвада в 330-х годах до н. э. Один из последних правителей города, известный из исторических источников.

## Биография
Герострат известен из трудов античных авторов, писавших о деяниях царя Македонии Александра Великого: Арриана и Квинта Курция Руфа.
О происхождении Герострата в древних источниках не сообщается. Предполагается, что он мог быть сыном Абдастарта, от имени которого в середине IV века до н. э. в Арваде чеканились монеты. Правление Герострата датируется 330-ми годами до н. э. Возможно, он взошёл на престол около 339 года до н. э., так как последняя сделанная по финикийскому образцу монета с его монограммой датирована седьмым годом правления этого царя.
Как данник Дария III Герострат вместе с царями Абдастартом II Сидонским, Азимилком Тирским и, возможно, Эниэлом Библским участвовал в войне Ахеменидской державы с Македонией. Командуя арвадскими судами, Герострат присоединился к возглавлявшемуся Автофрадатом персидскому флоту, действовавшему в Эгейском и Средиземном морях.
Когда в 333 году до н. э. персидское войско потерпело поражение в битве при Иссе, и македоняне вторглись в Финикию, сын Герострата Абдастарт, оставленный отцом управлять Арвадом, без какого-либо сопротивления покорился Александру Великому. Узнав о сдаче Арвада, Герострат покинул персидский флот и бежал в Сидон. Вскоре он выплатил македонскому царю крупную сумму, что позволило ему возвратиться в свои владения и править вместе с сыном на правах соправителя. В 332 году до н. э., уже находясь на службе у Александра Великого, Герострат командовал арвадскими судами во время осады Тира македонянами. После смерти Герострата единовластным правителем Арвада стал его сын Абдастарт.